# سقانفار کاسمان‌کلا
سقانفار کاسمان کلا مربوط به دوره قاجار است و در شهرستان بابل، بخش گتاب، دهستان گتاب شمالی، روستای کاسمان کلا واقع شده و این اثر در تاریخ ۲۶ اسفند ۱۳۸۶ با شمارهٔ ثبت ۲۱۹۷۴ به‌عنوان یکی از آثار ملی ایران به ثبت رسیده است.